# Diocesi di Simingi
La diocesi di Simingi (in latino Dioecesis Simingitana) è una sede soppressa e sede titolare della Chiesa cattolica.

## Storia
Simingi, identificabile con Henchir-Simindja, Bou-Zid nell'odierna Tunisia, è un'antica sede episcopale della provincia romana dell'Africa Proconsolare, suffraganea dell'arcidiocesi di Cartagine.
Sono documentati solo due vescovi di questa diocesi. Il cattolico Restituto intervenne alla conferenza di Cartagine del 411, che vide riuniti assieme i vescovi cattolici e donatisti dell'Africa romana; in quell'occasione la sede non aveva vescovi donatisti. Cresconio assistette al concilio cartaginese del 525 indetto da Bonifacio di Cartagine.
Dal 1933 Simingi è annoverata tra le sedi vescovili titolari della Chiesa cattolica; dal 23 giugno 2021 il vescovo titolare è Josef Holtkotte, vescovo ausiliare di Paderborn.

## Cronotassi

### Vescovi
- Restituto † (menzionato nel 411)
- Cresconio † (menzionato nel 525)

### Vescovi titolari
- Henry Joseph Kennedy † (14 settembre 1967 - 6 dicembre 1971 nominato vescovo di Armidale)
- Odorico Leovigildo Sáiz Pérez, O.F.M. † (26 novembre 1973 - 14 ottobre 2012 deceduto)
- Galo Fernández Villaseca (1º febbraio 2014 - 20 marzo 2021 nominato vescovo di Talca)
- Josef Holtkotte, dal 23 giugno 2021